# Šarišské Bohdanovce
Šarišské Bohdanovce (bis 1948 slowakisch „Bogdanovce“; ungarisch Sárosbogdány – bis 1907 Bogdány) ist eine Gemeinde im Osten der Slowakei mit 1024 Einwohnern (Stand 31. Dezember 2024) im Okres Prešov, einem Teil des Prešovský kraj und wird zur traditionellen Landschaft Šariš gezählt.

## Geographie

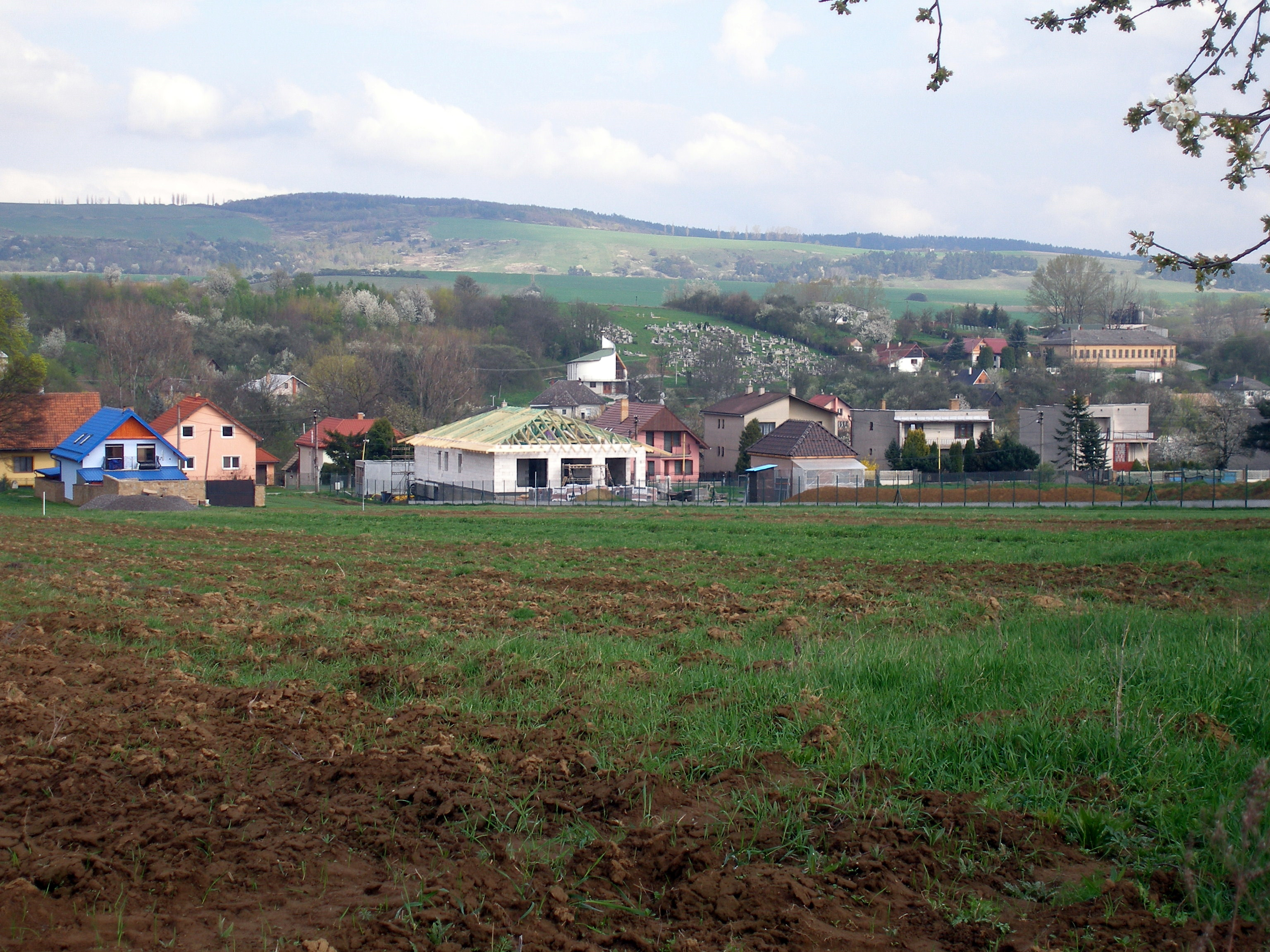
Blick auf den Ort und umliegende Landschaft

Die Gemeinde befindet sich im zentralen Teil des Talkessels Košická kotlina am linken Ufer der Torysa. Das Ortszentrum liegt auf einer Höhe von 225 m n.m. und ist 20 Kilometer von Košice sowie 22 Kilometer von Prešov entfernt.

## Geschichte

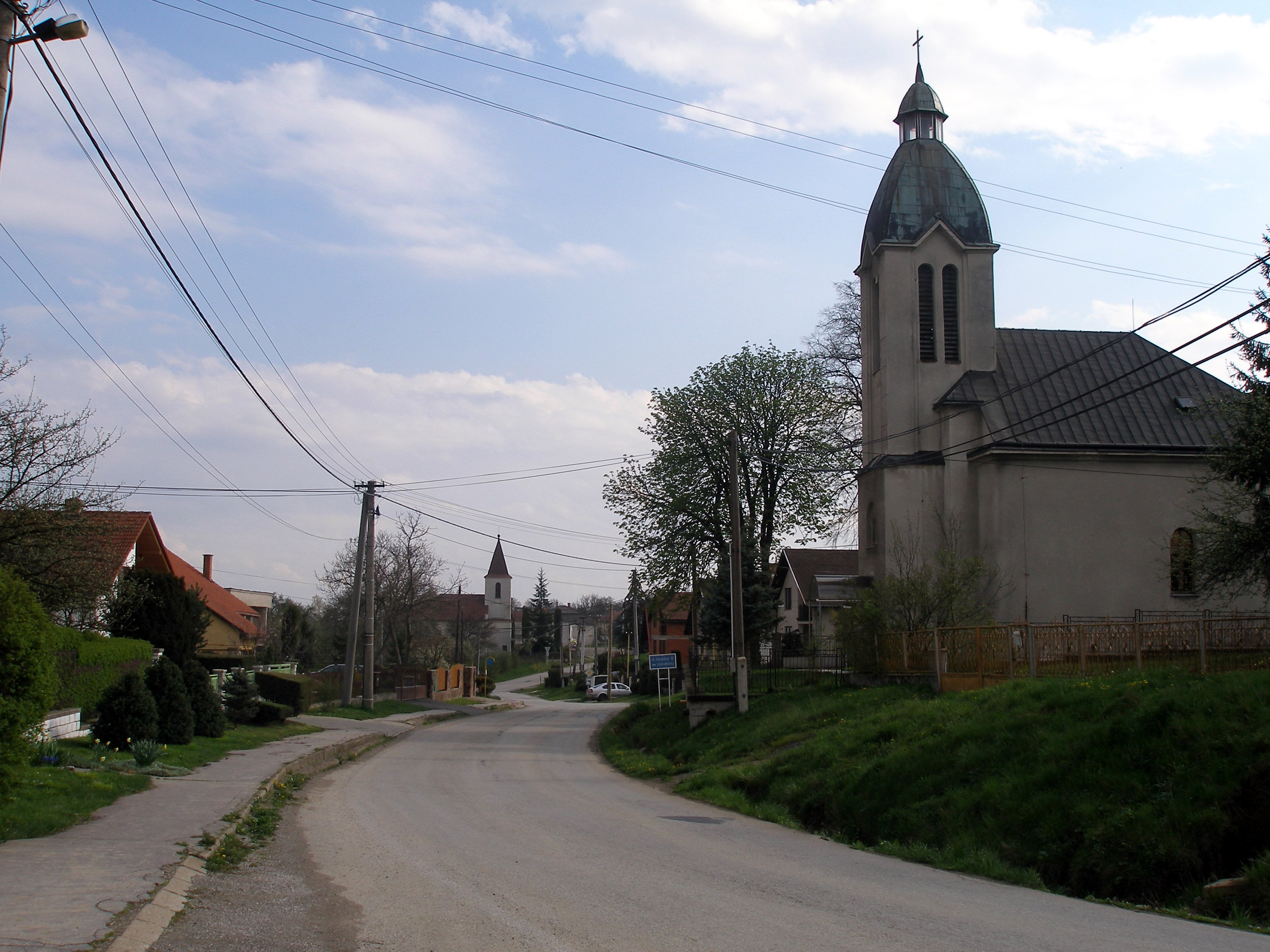
Kirche

Der Ort wurde zum ersten Mal 1299 schriftlich erwähnt. 1828 sind 75 Häuser und 561 Einwohner verzeichnet.

## Bevölkerung
| Jahr                | 1994 | 2004    | 2014     | 2024     |
| ------------------- | ---- | ------- | -------- | -------- |
| Anzahl der Personen | 616  | 644     | 788      | 1024     |
| Unterschied         |      | +4,54 % | +22,36 % | +29,94 % |

| Jahr                | 2023 | 2024    |
| ------------------- | ---- | ------- |
| Anzahl der Personen | 1017 | 1024    |
| Unterschied         |      | +0,68 % |

Ergebnisse der Volkszählung 2001 (663 Einwohner):
| Nach Ethnie: - 99,05 % Slowaken - 0,47 % Tschechen - 0,16 % Russinen - 0,16 % Ukrainer | Nach Konfession: - 68,88 % römisch-katholisch - 21,17 % evangelisch - 6,32 % griechisch-katholisch - 1,90 % keine Angabe - 1,42 % konfessionslos |

## Sehenswürdigkeiten
- römisch-katholische Kirche aus dem Jahr 1768, 1925 erweitert
- Denkmal an die Gefallenen des Ersten Weltkrieges und an die tschechoslowakische Staatlichkeit
- Landschloss mit einem Park aus dem 19. Jahrhundert